# Babar: the movie
Babar: The Movie (conocido como Babar en la selva en España y como Babar: la película en Hispanoamérica) es una película animada realizada por Nelvana Limited de Canadá y Ellipse Programme de Francia, y distribuida por New Line Cinema. Está basada en los libros infantiles epónimos de Jean de Brunhoff, y fue continuada con una serie animada en HBO.
La película recaudó $1.300.000 en los EE. UU., y la animación era característica de Nelvana en los años 80, el cual por aquella época realizó recordadas series como Los Ositos Cariñositos y Beetlejuice entre otras.
Babar fue la primera película que realizó Nelvana en coproducción con otro país, en este caso Francia, y fue también la más exitosa. También fue una de las dos únicas películas animadas que distribuyó New Line Cinema, la otra fue La Princesa Encantada en 1994.

## Argumento
En la noche del desfile de la victoria del Pueblo Elefante, el viejo elefante Babar cuenta a sus cuatro hijos la historia de sus primeros días como rey de los Elefantes. En su primer día en la corte real, el joven gobernante sugiere que el Pueblo Elefante tenga un desfile anual, pero oye que un comité debe ser nombrado antes de que la idea pueda ser aprobada. Muy poco después, una joven elefanta, Celeste, corre a decir a Babar que su hogar ha sido atacado por Rataxes, el rinoceronte, y su horda. Los ayudantes de Babar le dicen que el asunto, lo mismo que el desfile, no puede ser apresurado, de modo que él ordena un ejército de elefantes para derrotar a los rinocerontes.
Después de algunos días, el ejército no puede llegar, y Babar dice a su amigo Arturo que cuide de su trabajo como rey mientras que él se aventura a la aldea de Celeste para ayudar a la madre de ésta, en medio de la peligrosa selva. Entrando en la aldea, él encuentra una incursión traída adelante por los rinocerontes, que están tomando los elefantes como esclavos para que trabajen en el imperio de Rataxes.
Cuando los enemigos se han ido, Babar y Celeste salen a rescatar a su madre, y los otros paquidermos, de la cólera de Rataxes. A lo largo del camino, encuentran un mono llamado Zafiro, que les da la localización del imperio de los rinocerontes. Los dos se encuentran cara a cara con Rataxes mismo, que planea invadir el reino de Babar al crepúsculo, y son enviados a la cárcel; pero ambos se escapan con éxito con la ayuda de Zafiro, y comienzan a regresar al Pueblo Elefante para salvarlo.
Dirigiéndose a las tiendas de los rinocerontes, se disfrazan como uno de los guerreros, preguntando por un “detalle especial” de sus planes para el ataque, pero inútilmente. Consiguen escapar de Rataxes rápidamente, lanzándose con una catapulta y aterrizando en una fuente, con gran sorpresa de los consejeros de Babar.
El rinoceronte malvado proclama que el Pueblo Elefante será destruido en una hora, a menos que sus residentes sepan de alguna manera de protegerla. Los miembros de la Corte Real abruman adrede a Rataxes con su charla de comités y se atascan por tiempo. Mientras tanto, Babar y su compañía construyen un flotador gigante en forma de elefante que asusta a Rataxes y sus soldados.
A la salida del sol, los amigos del joven rey lo felicitan por salvar el día y su ciudad, pero están sorprendidos al saber que su primer desfile de la victoria será llevado a cabo durante la tarde. Ha llevado ese nombre desde entonces, Babar recuerda, porque el comité no podría encontrar ningún otro nombre para él.
Cuando Babar acaba su cuento, encuentra que todos sus hijos se han ido a dormir. Inmediatamente después de que él cierra la puerta, los chicos representan de nuevo escenas de la historia, hasta que su padre les dice que vuelvan a la cama.

## Doblaje

### En Canadá[2]
- Gordon Pinsent - Rey Babar
- Elizabeth Hanna - Reina Celeste, La vieja señora
- Lisa Yamanaka - Isabel
- Marsha Moreau - Flora
- Bobby Becken - Pom
- Amos Crawley - Alejandro
- Gavin Magrath - Babar Niño
- Sarah Polley - Celeste Niña
- Stephen Ouimette - Pompadour
- Chris Wiggins - Cornelius
- John Stocker - Zafiro
- Charles Kerr - Rataxes, Guardia Rhino
- Stuart Stone - Arturo
- Carl Banas - Viejo Tusk
- Ray Landry - Croc
- Angela Fusco - Madre de Celeste
- Christopher Andrade - Voz adicional
- Chris Britton - Voz adicional
- Scott Brunt - Voz adicional
- Jason Burke - Voz adicional
- Katie Coristine - Voz adicional
- Barbara Mantini - Pájaro, Elefante y Mono
- Frank Perry - Voz adicional
- Chris Robson - Voz adicional
- Norm Spencer - Voz adicional
- Lea-Helen Weir - Elefante niña

### En España
- Francisco Garriga - Rey Babar
- Mercedes Pastor - Reina Celeste
- Alicia Laorden - Isabelle
- Vicky Martínez - Alejandro
- Juana Molina - Babar Niño
- Luisita Soler - Celeste Niña
- Antonio Gómez de Vicente - Pompadour
- José María Angelat - Cornelio
- Marta Martorell - La Vieja Señora
- Pep Sais - Zefiro
- Vicente Gil - Rataxes
- Graciela Molina - Arturo
- Fernando Ulloa - Abuelo
- Miguel Ángel Jenner - Croc

### en Chile
- Javier Rodríguez - Babar
- Gianinna Talloni - Isabel, Celeste (niña)
- Isabel Quinteros - Celeste
- Loreto Araya - Flora
- Sara Pantoja - Pom
- Viviana Navarro - Babar (niño)
- Laura Olazábal - Madre de Celeste

### en México (primera versión)
- Rafael Rivera - Rey Babar
- Armando Coria - Cornelio
- Carmen Donna-Dío - La vieja señora
- Jaime Vega - Zafiro
- Eduardo Borja (†) - Rataxes
- Rocío Garcel - Arturo

### en México (segunda versión)
- Alfonso Ramírez - Rey Babar
- Kalimba Marichal - Babar (niño)
- Cecilia Airol - Reina Celeste
- Gaby Ugarte - Celeste (niña)
- Eduardo Tejedo - Zafiro
- Miguel Ángel Ghigliazza - Rataxes
- Alan Fernando Velázquez - Arturo
- Sergio Gutiérrez Coto - Pompadour
- Eugenia Avendaño - La Vieja Señora
- Cecila Gómez - Flora
- Alondra Hidalgo - Isabel y Alejandro
- Gabriel Gamos - Pom
- Armando Réndiz - Abuelo
- Jorge Fink - Croc
- Patricia Quintero - Madre de Celeste